# WWE Women's Championship (1956–2010)
Het WWE Women's Championship was een professioneel worstelkampioenschap van World Wrestling Entertainment voor vrouwen. Het wordt exclusief verdedigd op WWE Raw en WWE SmackDown.
Vergeleken met de mannelijke titels werd het Women's championship traditioneel geschouwd als een van de minder belangrijkste titels, veroorzaakt door de verschillende rollen die vrouwen spelen in de verhaallijnen van het moderne worstelen.
Vanwege de relatieve grootte van het vrouwelijke rooster vergeleken met het mannelijke rooster, wordt weinig aandacht besteed aan de verantwoordelijkheden die bij een titel horen in vergelijking tot de titels van de mannen: waarbij vrijwel alle WWE mannen titels elke 30 dagen minstens één keer verdedigd moeten worden of beschikbaar moeten worden gesteld bij blessure, wordt geen van beide strikt uitgevoerd voor het Women's Championship. Een voorbeeld hier van is toen Trish Stratus 4 maanden afwezig was om van een gescheurde wervel in haar onderrug te genezen en terugkeerde waarbij ze nog steeds de Women's Titel droeg.

## Geschiedenis
Het Women's Championship werd voor het eerst gewonnen door The Fabulous Moolah op 15 september, 1956 nadat ze Judy Grable in de finale van het toernooi. In die tijd stond het bekend als het NWA Women's Championship. In 1983 verkocht Moolah, die toen de rechten tot het Women's Championship en het Women's Tag Team Championship bezat aan Vince McMahon toen de toenmalige WWWF zich terug trok uit de NWA. Het werd toen exclusief erkend als het WWF Women's Championship. Vanwege deze gebeurtenissen, heeft de WWE het standpunt dat The Fabulous Moolah voor bijna 30 jaar de titel heeft gehouden, ondanks bewijs dat de titel gedurende die periode van eigenaar wisselde.
De titel was het middelpunt van wat controverse in 1995, toen de kampioen Alundra Blayze naar een rivaliserende promotie ging World Championship Wrestling en een verrassingsverschijning maakte tijdens WCW Monday Nitro en op televisie de kampioenschapriem in een vuilnisbak gooide. Er wordt geloofd dat dit incident een van de motieven was die Vince McMahon ertoe leidden om de Montreal Screwjob uit te voeren.
In het begin van 2002, als deel van de uitbreiding van de WWE tot twee verschillende merken, werd het Women's Championship, samen met het Undisputed WWE Championship (zijn mannelijke gelijkwaardige) op beide shows verdedigd. Ondanks dat, vanwege de weinige aandacht die gegeven wordt aan de vrouwelijke titel in vergelijking tot de mannelijke titels, werd het stil aan een RAW-exclusieve titel gemaakt zodat er op elke show vier kampioenschappen waren. Hoe dan ook stond de titel open voor zowel RAW als SmackDown! uitdagers, een punt dat niet werd uitgebuit tot november 2005, toen de Women's Champion Trish Stratus een uitdaging accepteerde van SmackDown! uitdager Melina, als een bijverhaal voor de grote "show tegen show" storyline. Het was de eerste keer dat een uitdager - man of vrouw - van de andere show voor een titel van het andere merk streed. Als een resultaat daarvan maakte de WWE in december 2005 stilletjes bekend, dat er meer aandacht zou worden besteed aan de women's title bij SmackDown! Dit om te benadrukken dat de titel open stond voor competitie in beide shows.
Alhoewel de titel kon worden uitgedaagd door beide shows, is het niet bekend of de worstelaar gedwongen wordt om van show te veranderen als hij het kampioenschap won - een probleem dat voorkomen werd in 2005 omdat Stratus de titel behield.
Tijdens WrestleMania 32, op 3 april 2016, bracht Lita de Women's Championship terug naar WWE. Na de Triple Threat Match tussen Charlotte, Sasha Banks en Becky Lynch werd Charlotte de eerste Woman's Champion sinds 2010.

## Huidige kampioen
| huidige kampioen | vorige kampioen | event            | datum      | Opmerkingen                            |
| ---------------- | --------------- | ---------------- | ---------- | -------------------------------------- |
| Sasha Banks      | Charlotte       | Monday Night Raw | 25/07/2016 | Charlotte was 309 dagen lang kampioen. |

## Statistieken
| Record               | Recordhouder        | Recordgegevens     | Opmerkingen |
| -------------------- | ------------------- | ------------------ | --- |
| Meeste titels        | Trish Stratus       | 7                  | |
| Langste titelperiode | The Fabulous Moolah | 10.770 dagen       | Moolah claimt dat ze de langste titelperiode in de professionele sport historie heeft, omdat ze de titel voor 28 jaar behield, alhoewel deze claim betwist is. De WWE erkent geen van deze titelveranderingen, omdat de titel onder de National Wrestling Alliance viel in die tijd. |
| Kortste titelperiode | Mickie James        | <1 uur             | |
| Oudste kampioene     | The Fabulous Moolah | 76 jaar, 106 dagen | De oudste persoon die een WWE kampioenschap won. |
| Jongste kampioene    | Wendi Richter       | 22 jaar, 321 dagen | |
| Zwaarte kampioene    | Bertha Faye         | 120 kg             | |
| Lichtste kampioene   | Miss Kitty          | 48 kg              | |

## Trivia
- Lita is de enige vrouw die het WWE Women's Championship twee maal won tijdens een main event van een aflevering van RAW. Ze versloeg Stephanie McMahon en Trish Stratus tijdens die afleveringen.
- Het Women's Championship is de enige WWE titel die gewonnen is in Australië.
- Molly Holly, Trish Stratus, Jacqueline, en Chyna zijn de enige vrouwen die zowel het Women's Championship en een ander kampioenschap dat gewoonlijk door mannelijke supersterren wordt gewonnen hebben gehouden. Trish Stratus en Molly Holly werden allebei de Hardcore Champion, Chyna werd Intercontinental Champion, en Jacqueline werd Cruiserweight Champion.
- Een mannelijke deelnemer heeft het Women's Championship gewonnen. Harvey Wippleman, worstelend in een vermomming als "Hervina" versloeg The Kat in 2000.
- Toen Debra Marshall kampioen werd had ze, anders dan de meesten 30 dagen om haar titel te verdedigen maar verloor het na 5 weken aan Ivory.